# Tsebona macrantha
Tsebona es un género monotípico de plantas perteneciente a la familia de las sapotáceas. Su única especie: Tsebona macrantha es originaria de Madagascar.

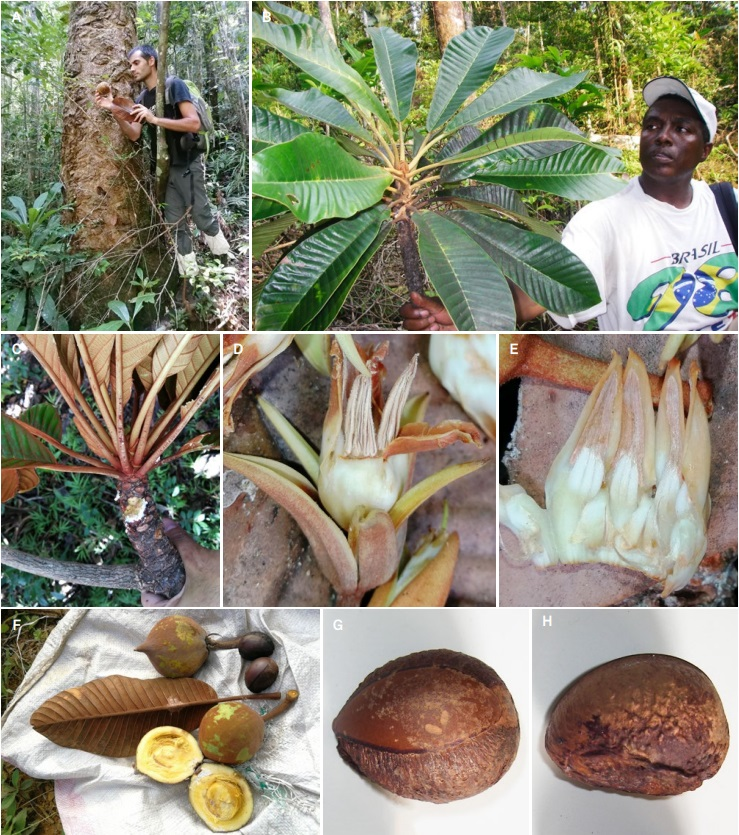
Tsebona macrantha trunk, leaves, flowers, fruits and seeds, with the botanists Carlos G. Boluda and Richard Randrianaivo.

## Taxonomía
Tsebona macrantha fue descrita por René Paul Raymond Capuron y publicado en Adansonia: recueil périodique d'observations botanique, n.s. 2(1): 122–123, f. 1–2(map). 1962.